# Mälkojaure
Mälkojaure är en sjö i Gällivare kommun i Lappland och ingår i Luleälvens huvudavrinningsområde. Sjön har en area på 1,7 kvadratkilometer och ligger 450 meter över havet. Mälkojaure ligger i Sjaunja Natura 2000-område. Sjön avvattnas av vattendraget Sjaunjaätno.

## Delavrinningsområde
Mälkojaure ingår i det delavrinningsområde (746893-166967) som SMHI kallar för Utloppet av Mälkojaure. Medelhöjden är 481 meter över havet och ytan är 11 kvadratkilometer. Räknas de 49 avrinningsområdena uppströms in blir den ackumulerade arean 681,51 kvadratkilometer. Sjaunjaätno som avvattnar avrinningsområdet har biflödesordning 2, vilket innebär att vattnet flödar genom totalt 2 vattendrag innan det når havet efter 257 kilometer. Avrinningsområdet består mestadels av skog (55 procent) och sankmarker (26 procent). Avrinningsområdet har 1,73 kvadratkilometer vattenytor vilket ger det en sjöprocent på 15,7 procent.